# John Murray (Eishockeyspieler, 1924)
John Arthur „Johnny“ Murray (* 27. Januar 1924 in Hampstead, England, Vereinigtes Königreich; † 18. November 2017 in Miami, Florida, Vereinigte Staaten) war ein britischer Eishockeyspieler, -trainer und Sportfunktionär, der unter anderem 1948 mit seinem Team an den Olympischen Winterspielen teilnahm.

## Karriere
John Murray begann als Elfjähriger mit dem Eishockeysport. Er spielte auf Vereinsebene zunächst von 1939 bis 1960 für die Wembley Lions in der English National League und deren Nachfolgerin der British National League. Mit den Löwen gewann er 1937 und 1952 die ENL sowie 1957 die BNL. Von 1960 bis 1963, als die Lions nicht am Spielbetrieb teilnahmen, spielte er für die Southampton Vikings. Von 1963 bis 1968 war er Spielertrainer der reaktivierten Wembley Lions.

### International
In der britischen Nationalmannschaft wurde Murray erstmals 1947 eingesetzt. Ein Jahr später nahm er an den Olympischen Winterspielen in St. Moritz teil, bei denen die Briten Platz sechs belegten. Es war die bisher letzte Olympiateilnahme britischer Eishockeyspieler. Bei der Weltmeisterschaft 1950 erreichte er mit den Briten Platz vier. Zwei Jahre später gewann er mit seinem Team die B-Weltmeisterschaft. Als Spielertrainer nahm er an der B-Weltmeisterschaft 1961 und der A-Weltmeisterschaft 1962 teil.

## Leben neben und nach der aktiven Karriere
Murray, der das Harrow Technical College absolviert hatte, wurde im Zweiten Weltkrieg bei der Royal Air Force und später den Royal Engineers eingesetzt. Nach seinem Karriereende war er ab 1982 Vizepräsident der British Ice Hockey Association und zeitweise auch im IOC und der British Olympic Association tätig. 1996 wurde er in die British Ice Hockey Hall of Fame aufgenommen. Er verstarb 93-jährig in einem Krankenhaus in Miami, wo er sich im Rahmen einer Kreuzfahrt aufgehalten hatte.

## Erfolge und Auszeichnungen
- 1937 Gewinn der English National League mit den Wembley Lions
- 1952 Gewinn der English National League mit den Wembley Lions
- 1952 B-Weltmeister
- 1957 Gewinn der British National League mit den Wembley Lions
- 1961 B-Weltmeister und Aufstieg in die A-Gruppe
- 1996 Aufnahme in die British Ice Hockey Hall of Fame